# تشتيت الملكية
تشتيت الملكية (أيضًا تفريق الملكية وتشتيت ملكية وسائل الإعلام) عبارة عن وجهة نظر تعارض تركيز ملكية وسائل الإعلام واندماج تكتلات وسائل الإعلام. وغالبًا ما يؤيد هذا الموقف الملكية الصغيرة والمحلية لوسائل الإعلام كطريقة لتفعيل القيم الصحفية والنطاق العام للإعلام الشامل في المجتمع.

## الخلفية
إن تركيز ملكية الإعلام هي حالة يتحكم فيها عدد قليل من الأفراد أو المنظمات في العديد من كيانات الإعلام المتنوعة. وعلى مدار عقود، كان هذا التوحيد لملكية وسائل الإعلام يتم بشكل تقدمي وجدلي في نفس الوقت في الولايات المتحدة. وتظهر دراسة حديثة أن العديد من صناعات الإعلام في العديد من المناطق والدول مركزة بشكل كبير ويسيطر عليها عدد قليل للغاية من الشركات.
وتمتلك تلك التكتلات الإعلامية أعدادًا كبيرة من الشركات في نطاقات الإعلام المتنوعة، مثل التلفاز والراديو والنشر والأفلام والإنترنت. على سبيل المثال، تمتلك شركة والت ديزني، وهي أكبر تكتل إعلامي في الولايات المتحدة من ناحية العائدات،  شبكة هيئة الإذاعة الأمريكية (ABC) التلفزيونية وقنوات فضائية (على سبيل المثال إي إس بي إن وقنوات ديزني العالمية وإي بي سي للعائلة)، بالإضافة إلى ثماني محطات تلفاز. وبالإضافة إلى ذلك، فإنها تمتلك محطات راديو مثل إي إس بي إن راديو، وشركات نشر مثل مارفيل كوميكس (Marvel Comics).
ويوضح أبرز النقاد فيما يتعلق بهذا الأمر، وهو روبرت دابليو ماكشيسني، أن هذه التكتلات الإعلامية يمكن أن يكون لها تأثير قوي وضار على ثقافة وسائل الإعلام. ووفقًا لرأيه، فإن عمالقة الإعلام غالبًا ما يكونون من المحافظين سياسيًا، لأنهم غالبًا ما يستفيدون من الهيكل الاجتماعي الحالي، و«أي اضطراب في الممتلكات أو العلاقات الاجتماعية، خصوصًا إلى درجة التقليل من سلطة الأعمال، لا يكون في صالحهم». وهو يحذر من الافتقاد الممكن للآراء يمكن أن يعترض الهيكل المجتمعي الحالي.
ويأتي نقد آخر من أوجه وسائل الإعلام وأنشطة الأعمال. وينتقد مفوض لجنة الاتصالات الفيدرالية (FCC) الأمريكية مايكل جيه كوبس تركيز ملكية الإعلام والمتاجرة بها بشدة عندما قال «عندما لا يتطلب القانون من محطات التلفزيون والراديو تقديم الخدمات إلى المجتمعات المحلية وتكون مملوكة لشركات قومية ضخمة، فإن ذلك يعني أن المتابعين والمستمعين قد أصبحوا المنتجات التي تبيعها شركات البث إلى المعلنين».

## الأساس المنطقي لوجهة النظر
في عام 2003، ضغط رئيس لجنة الاتصالات الفيدرالية حينها مايكل كيه باول لتخفيف قواعد لجنة الاتصالات الفيدرالية الراسخة حول تركيز الإعلام، والتي تنظم الحصة السوقية لشبكات القنوات الفضائية في السوق، وعدد المحطات التلفزيونية المملوكة للشبكات القومية، والملكية المتبادلة للصحف/القنوات التلفزيونية.
وقد خطط باول من أجل السماح لشركة واحدة لامتلاك ما يصل إلى ثلاث محطات تلفزيونية وثماني محطات راديو وصحيفة محلية واحتكار موفر قنوات فضائية وموفر خدمة إنترنت في السوق الواحدة.
وقد أصر على أنه رغم أن لجنة الاتصالات الفيدرالية كان لها دور تاريخي في حماية تنوع الأخبار والمعلومات، إلا أن الظروف المعاصرة المحيطة بصناعات النشر في الصحف والتلفزيون تحتم عليهم تكوين مؤسسات مركزية، من أجل البقاء.
ويقترح سي إدوين بيكر، أستاذ القانون والاتصال في نيكولاس إف جاليتشيو في كلية القانون في جامعة بنسلفانيا سببًا منطقيًا لوجهة نظر تشتيت ملكية الإعلام، ردًا على محاولات لجنة الاتصالات الفيدرالية هذه لإلغاء القوانين المتعلقة بقيود ملكية وسائل الإعلام.

### قيمة التوزيع الديموقراطي
تعتمد هذه القيمة المعيارية على أساس المساواة الديمقراطية، ومطلب «رجل واحد، صوت واحد». ويقول بيكر إن هذا الأساس يجب أن يتم تطبيقه على الأصوات في النطاق العام، حيث إن الصوت يؤثر ويشكل الرأي العام، بشكل أكثر من التصويت. وبمعنى آخر، يمكن أن يشكل الصوت الرأي العام، كما يمكن أن يوفر كذلك احتمالية التشاور العام. وبالتالي، فإن وجهة النظر هذه تؤدي إلى مناقشة تعظيم تشتيت ملكية الإعلام، لأنه ينظر إلى الإعلام على أنه المؤسسة المركزية للنطاق العام المحلي. وبالتالي، وحسب هذه القيمة، فإن تركيز ملكية الإعلام يضر بشكل رئيسي المبدأ الأساسي للمجتمع الديمقراطي. وهي تعد الأعمدة الرئيسية للتوصية بتعظيم تشتيت طاقة الإعلام، والتي يتم تمثيلها بشكل مطلق من خلال الملكية.
وبخصوص هذا الهدف المتعلق «بمساواة الأصوات»، ذكر بيكر ثلاثة محاذير.

#### لا يمتلك كل فرد نفس القدرة أو نفس الرغبة في المشاركة في الاتصال العام
يجب ألا تطغى قيمة التوزيع الديمقراطية التي تعظم تشتيت قوة الإعلام على قيمة التنافس للسماح للمتحدثين الفعالين بتجميع قدر كبير من الجماهير. ومع ذلك، يقول باركر  لا يعني هذا أن شخصًا واحدًا يمكن أن يمتلك العديد من منافذ وكيانات الإعلام المتعددة. بل يقترح فقط أن المتحدثين الفعالين يُسمح لهم بالحصول على قدر كبير من الجماهير ومناشدتهم. ويجب فهم هدف «مساواة الأصوات» على أنه خبرة الإعلام المضمونة للفرد، حيث يعبرون عن أنفسهم بحرية ويرون أنفسهم ووجهات نظرهم وقد تم تضمينها في إطار الخطاب العام.

#### تتطلب زيادة تشتيت ملكية الإعلام إجراءات سياسية
يساهم تشتيت ملكية الإعلام في المساواة في توزيع قوة الإعلام. ورغم ذلك، يلزم توفير إجراءات سياسية أخرى لأن الأشخاص الذين لديهم نفس القيم والخبرات والمنظورات يميلون إلى التحكم في الكيانات الإعلامية. ويجب أن تضع الحكومة في اعتبارها هذه القواسم السكانية وأن تحاول أن تشرك تلك المجموعات السكانية المختلفة في الخطاب العام.

#### تهدف بعض وسائل الإعلام إلى تجسيد الخطابات المتنوعة
بما يشبه النقطة الثانية أعلاه، فإنه حتى الجهود القانونية تكون مطلوبة لضمان تمثيل الأصوات المختلفة في الكيانات الإعلامية.

### قيمة الضمان الديمقراطي
تدعو وجهة النظر هذه إلى أن تشتيت وظائف ملكية وسائل الإعلام يعمل بمثابة ضمانة لتكوين مجتمع ديمقراطي. ويقترح بيكر أربعة أمثلة حول كيفية مساهمة تشتيت ملكية الإعلام في المجتمع الديمقراطي السليم.

#### تجنب خطر القوة الغوغائية
تؤثر التكتلات الإعلامية على الرأي العام ويمكن أن تحاول السيطرة على التأثير على النطاق العام. ويمكن أن يمنع تشتيت الملكية هذا النوع من إساءة استغلال الطاقة --- ويشبه هذا تأثير رئيس الوزراء البريطاني السابق «بيرلوسكوني.». ويعد وجود القوة الإعلامية الموحدة في النطاق العام بمثابة خطر فعلي. ولا يمكن أن يقبل المجتمع الديمقراطي هذا الخطر المتعلق بإساءة استخدام القوة. وقد عانت العديد من الدول من إساءة الاستغلال من خلال تركيز القوة بشكل ضمني في ملكية التكتلات الإعلامية. وفي الواقع، سمح التكتل الإعلامي الألماني في الماضي، بل ودعم، صعود هتلر.

#### زيادة عدد الأشخاص الذين يمتلكون سلطة المراقبة
ببساطة، يؤدي تشتيت ملكية الإعلام إلى وضع المزيد من الأشخاص والمنظمات في موقف المراقبين المجتمعيين. ويظهر المزيد من الأشخاص والمنظمات الذين يقومون بدور المراقبين، مما يوفر نطاقات أوسع من المنظورات والمزيد من الرؤى المختلفة، مما يساعد على اكتشاف المشكلات المحتملة في المجتمع. ونتيجة لذلك، يمكن توجيه النقد للمخالفات وعدم الكفاءة في إطار هيكل تشتيت ملكية وسائل الإعلام. وقد شرحت لجنة الاتصالات الفيدرالية هذا الوجه من أوجه تشتيت الملكية في عام 1970 كما يلي:
الهدف الصحيح هو الوصول إلى الحد الأقصى من تنويع الملكية.... نحن مع وجهة النظر التي تقول إن منح 60 ترخيصًا مختلفًا أفضل من 50، وأنه حتى 51 ترخيصًا أفضل من 50 ترخيصًا.... وإذا كانت المدينة توفر 60 ترددًا، ولكنه يتم ترخيصها فقط لعدد 50 من أصحاب التراخيص، فإن ذلك يعني عدم تعظيم مصادر الأفكار. فربما يكون الترخيص الحادي والخمسين هو الترخيص الذي يصبح بمثابة قناة اتصال للحصول على حل لأزمة اجتماعية محلية حادة.

#### تقليل مخاطر الفساد الخارجي الفعال
يزيد هيكل تشتيت وسائل الإعلام من عدد الأشخاص الذين يؤثرون على الفسدة المحتملين.

#### التخفيف من حدة تقويض النزاهة الصحفية الناجمة عن تعارض المصالح
يؤدي تركيز وسائل الأعلام إلى سوء حالة المشكلات المرتبطة بتعارض المصالح. ويتم تشويه الصحافة في بعض الأحوال من خلال تعارضات المصالح تلك. وباختصار، فإن الصحافة معرضة للضغوط الخارجية. وتميل هذه التشويهات الصحفية إلى الوقوع مع شركات الإعلام الأخرى أو التكتلات متعددة الصناعات من أجل الترويج لمصالح أخرى (تجارية أو مالية أو سياسية).
على سبيل المثال:
- تحدد المصالح التجارية الأخبار التي يتم نشرها. في نوفمبر من عام 1999، لم تكن المحطات التابعة لهيئة الإذاعة البريطانية (NBC) تنظر إلى عرض مسابقات من سيربح المليون؟ الشهير في محطة إيه بي سي على أنه له أهمية إخبارية. وفي المقابل، ذكرت القنوات التابعة لقناة إيه بي سي العرض في 80.2% من البرامج الإخبارية المحلية بها.[12]
- عندما أطلقت ذا نيويورك تايمز مسلسلاً للكشف عن الفضائح وانتقاد صناعة الأدوية الصيدلانية، قامت شركات الأدوية الصيدلانية بتهديد الناشر من خلال التلميح بسحب كل الإعلانات من المجلات الطبية التي تمتلكها ذا نيويورك تايمز. وقد قاومت ذا نيويورك تايمز التهديدات واستمرت في مسلسل الكشف عن الفضائح، إلا أنها أدت إلى بيع المجلات الطبية فيما بعد [12]
- عندما طلبت صحيفة ديترويت (Detroit) التابعة لشركة نايت رايدر (Knight-Ridder) موافقة المحامي العام إد ميسي على اتفاقية تشغيل مشترك مع صحيفة أخرى في ديترويت، توجب على نايت رايدر إيقاف الحملات المضادة لإد ميسي في صحيفته الأخرى ذا ميامي هيرالد (The Miami Herald).[13]
- حاول الرئيس الأمريكي ريتشارد نيكسون الانتقام من صحيفة واشنطن بوست من خلال وضع عراقيل أثناء تجديد ترخيص النشر الخاص بها.[9]
- كانت لدى هيئة الإذاعة الوطنية، المملوكة لشركة جنرال إلكتريك، حافز واضح لدعم المصالح الاقتصادية للشركة المالكة لها، على سبيل المثال، المحطات النووية.[9]
- قامت شركة من شركات النفط، وهي أتلانتيك ريتشفيلد (Atlantic Richfield)، بشراء جريدة بريطانية، هي ذا أوبزيرفر (The Observer)، أثناء الفترة التي كانت تهدف فيها إلى الحصول على تراخيص إيجار النفط في بحر الشمال، مما أدى إلى توجيه انتقادات إعلامية شديدة لذلك.[14]

ويمكن أن يقلل تشتيت الملكية مثل هذه التعارضات.

### قيمة الجودة الإعلامية
يتم توجيه التركيز الرئيسي للتكتلات الإعلامية إلى المحصلة النهائية، مع التضحية بجودة التقارير الصحفية. وفقًا لما قالة بيكر، يميل المسئولون التنفيذيون في التكتلات، خصوصًا الشركات الخاصة والشركات الخاضعة للتداول العام، التي لا تحتوي على هيكل إدارة مستقر، مثل الشركات المملوكة للعائلات أو المجموعات، إلى تقدير المكاسب بشكل أكبر من القيم الصحفية. وهذا أمر مفهوم، لأن هؤلاء التنفيذيين في تلك الكيانات الإعلامية العملاقة غالبًا ما يطلب منهم تعظيم الأرباح، وليس خدمة المجتمع من خلال التقارير القياسية للغاية. وتتم مكافأة هؤلاء التنفيذيين (أو طردهم من العمل) على أساس قدرتهم (أو عدم قدرتهم) على زيادة المحصلة النهائية. وغالبًا ما يحققون بعض هوياتهم من إنجازاتهم فيما يتعلق بتحقيق الأرباح. ويتم تشجيع تلك الأمور المتعلقة بالمحصلة النهائية من خلال التفاعلات اليومية، مثل تجارة الأعمال، ليس مع الأشخاص الموجودين في المجتمع الذين يفترض بهم خدمته، ولكن مع المساهمين الآخرين وغيرهم من التنفيذيين الذين يهتمون كذلك بتحقيق أرباح أكبر من الصحافة.
ويمكن طرح أسباب هيكلية لشرح السبب وراء كون هؤلاء التنفيذيين وملاك وسائل الإعلام لا يميلون بشكل أقل فقط، بل كذلك لا يمتلكون الحرية الكافية، لاتخاذ الخيار المتعلق بالتضحية بالأرباح من أجل صالح الصحافة.
- يواجه التنفيذيون في الشركات التي تخضع للتداول العام التزامات وضغوطًا كبيرة لخدمة النتائج المالية.
- عند الاندماج مع الشركات الأخرى، يتم تقرير ما إذا كان الاندماج سينجح أم لا فقط من خلال حسابات الأرباح المستقبلية المحتملة من تلك الملكية. ويجبر ذلك الشركات الإعلامية على التركيز على إنتاج الأرباج من أجل دفع الديون التي تنجم عن الشراء. وبالتالي، فإن التكتلات الإعلامية التي تقوم بشراء الشركات الأخرى تميل إلى التركيز على تحقيق النتائج المالية، وليس القيم الصحفية أو الثقافية للكيان.

وعلى النقيض، فإن الملاك المحليين الأصغر الذين يحصلون على هويتهم من مساهماتهم في مجتمعهم والنتائج الصحفية التي يحققونها، والعمال الذين يفخرون بشدة بالاحترافية والصحافة فيما يتعلق بجودة تقاريرهم، والمنظمات غير الهادفة إلى الربح التي تتمثل أهدافها في خدمة مجتمعهم، يميلون جميعًا إلى تقدير الصحافة مقارنة بالأرباح المالية.
وبالتالي، فإن تشتيت ملكية الإعلام يساهم في تحسين جودة المحتوى الإعلامي.

## النقد
يوجه دانيال هو، وهو أستاذ قانون مساعد، وروبر إي بارادايز، وهو زميل كلية التميز في التعليم والأبحاث في كلية الحقوق في ستانفورد، وكيفين كوين، وهو زميل مساعد في إدارة الحكومة والمؤسسات للعلوم الكمية في جامعة هارفارد، الزعم القائل بأن توحيد الإعلام يقلل من تنوع وجهات النظر. وهم يقولون إن «نظرية التقارب» هذه لم يتم إثباتها في المجال التجريبي، إلا أنها عرفت باسم «حجر الأساس التجريبي» للوائح لجنة الاتصالات الفيدرالية حول تركيز الإعلام. ومن خلال تبني الأساليب الإحصائية في حالات الاندماج الخمسة السابقة، فإنهم يناقشون أن هذه الاندماجات الإعلامية، مثل اندماج ذا نيويورك تايمز وذا بوستون جلوب، لم تظهر أي ارتباط إحصائي مع تقليل مستوى التنوع في وجهات النظر في الإعلام.
وردًا على وجهة نظرهم، يرد بيكر قائلاً إنهم ينظرون، بشكل خاطئ، إلى تأثيرات الاندماج على تنوع وجهات النظر. ويقول بيكر إنه يجب التركيز على تنوع المصادر بدلاً من ذلك.